# روماریو ویلیامز
روماریو ویلیامز (انگلیسی: Romario Williams؛ زادهٔ ۱۵ اوت ۱۹۹۴) بازیکن فوتبال اهل جامائیکا است. نام وی برگرفته از نام روماریو اسطوره‌ی فوتبال برزیل است.
از باشگاه‌هایی که در آن بازی کرده‌است می‌توان به مونترال ایمپکت و آتلانتا یونایتد اشاره کرد.
وی همچنین در تیم ملی فوتبال جامائیکا بازی کرده‌است.